# Qualificazioni all'UEFA Futsal Championship 2001
Nelle qualificazioni all'UEFA Futsal Championship 2001 si presentano 25 formazioni per sette posti disponibili. Le formazioni vennero divise in 7 gironi, la prima si qualificava alla fase finale.

## Classifica e risultati

### Girone A
| Squadra   | Pti | G | V | N | P | GF | GS | DR |
| --------- | --- | - | - | - | - | -- | -- | -- |
| Croazia   | 9   | 3 | 3 | 0 | 0 | 12 | 4  | +8 |
| Slovenia  | 6   | 3 | 2 | 0 | 1 | 7  | 5  | +2 |
| Macedonia | 1   | 3 | 0 | 1 | 2 | 5  | 7  | -2 |
| Francia   | 1   | 3 | 0 | 1 | 2 | 5  | 13 | -8 |

| Karlovac 26 ottobre 2000, ore 18:30 | Macedonia | 2 – 2 | Francia | Mladost |

| Karlovac 26 ottobre 2000, ore 21:00 | Croazia | 2 – 1 | Slovenia | Mladost |

| Karlovac 27 ottobre 2000, ore 18:00 | Croazia | 2 – 1 | Macedonia | Mladost |

| Karlovac 27 ottobre 2000, ore 20:00 | Slovenia | 3 – 1 | Francia | Mladost |

| Karlovac 29 ottobre 2000, ore 16:00 | Slovenia | 3 – 2 | Macedonia | Mladost |

| Karlovac 29 ottobre 2000, ore 18:00 | Croazia | 8 – 2 | Francia | Mladost |

### Girone B
| Squadra   | Pti | G | V | N | P | GF | GS | DR  |
| --------- | --- | - | - | - | - | -- | -- | --- |
| Ucraina   | 9   | 3 | 3 | 0 | 0 | 24 | 5  | +19 |
| Andorra   | 6   | 3 | 2 | 0 | 1 | 10 | 8  | +2  |
| Finlandia | 3   | 3 | 1 | 0 | 2 | 5  | 12 | -7  |
| Lettonia  | 0   | 3 | 0 | 0 | 3 | 2  | 16 | -14 |

| Andorra la Vella 27 settembre 2000, ore 18:30 | Ucraina | 8 – 3 | Finlandia | Pavelló del Govern |

| Andorra la Vella 27 settembre 2000, ore 20:30 | Andorra | 5 – 1 | Lettonia | Pavelló del Govern |

| Andorra la Vella 28 settembre 2000, ore 18:30 | Lettonia | 1 – 10 | Ucraina | Pavelló del Govern |

| Andorra la Vella 28 settembre 2000, ore 20:30 | Andorra | 4 – 1 | Finlandia | Pavelló del Govern |

| Andorra la Vella 30 settembre 2000, ore 17:00 | Finlandia | 1 – 0 | Lettonia | Pavelló del Govern |

| Andorra la Vella 30 settembre 2000, ore 19:00 | Andorra | 1 – 6 | Ucraina | Pavelló del Govern |

### Girone C
| Squadra     | Pti | G | V | N | P | GF | GS | DR  |
| ----------- | --- | - | - | - | - | -- | -- | --- |
| Paesi Bassi | 7   | 3 | 2 | 1 | 0 | 12 | 4  | +8  |
| Ungheria    | 5   | 3 | 1 | 2 | 0 | 16 | 5  | +11 |
| Azerbaigian | 4   | 3 | 1 | 1 | 1 | 12 | 8  | +4  |
| Lituania    | 0   | 3 | 0 | 0 | 3 | 5  | 28 | -23 |

| Seghedino 26 ottobre 2000, ore 18:00 | Paesi Bassi | 4 – 2 | Azerbaigian | City Sport Hall |

| Seghedino 26 ottobre 2000, ore 20:00 | Ungheria | 13 – 2 | Lituania | City Sport Hall |

| Seghedino 27 ottobre 2000, ore 18:00 | Lituania | 1 – 7 | Paesi Bassi | City Sport Hall |

| Seghedino 27 ottobre 2000, ore 20:00 | Azerbaigian | 2 – 2 | Ungheria | City Sport Hall |

| Seghedino 29 ottobre 2000, ore 17:00 | Azerbaigian | 8 – 2 | Lituania | City Sport Hall |

| Seghedino 29 ottobre 2000, ore 19:00 | Paesi Bassi | 1 – 1 | Ungheria | City Sport Hall |

### Girone D
| Squadra    | Pti | G | V | N | P | GF | GS | DR  |
| ---------- | --- | - | - | - | - | -- | -- | --- |
| Rep. Ceca  | 6   | 2 | 2 | 0 | 0 | 13 | 2  | +11 |
| Belgio     | 3   | 2 | 1 | 0 | 1 | 5  | 4  | +1  |
| Slovacchia | 0   | 2 | 0 | 0 | 2 | 1  | 13 | -12 |

| Mladá Boleslav 25 ottobre 2000, ore 17:30 | Slovacchia | 0 – 4 | Belgio | Autoškoda |

| Mladá Boleslav 26 ottobre 2000, ore 17:30 | Rep. Ceca | 4 – 1 | Belgio | Autoškoda |

| Mladá Boleslav 27 ottobre 2000, ore 17:30 | Rep. Ceca | 9 – 1 | Slovacchia | Autoškoda |

### Girone E
| Squadra    | Pti | G | V | N | P | GF | GS | DR  |
| ---------- | --- | - | - | - | - | -- | -- | --- |
| Polonia    | 9   | 3 | 3 | 0 | 0 | 20 | 6  | +14 |
| Portogallo | 6   | 3 | 2 | 0 | 1 | 6  | 5  | +1  |
| Israele    | 3   | 3 | 1 | 0 | 2 | 7  | 9  | -2  |
| Grecia     | 0   | 3 | 0 | 0 | 3 | 6  | 19 | -13 |

| Zabrze 12 ottobre 2000, ore 17:00 | Portogallo | 4 – 1 | Grecia | Mosir |

| Zabrze 12 ottobre 2000, ore 19:00 | Israele | 3 – 5 | Polonia | Mosir |

| Zabrze 13 ottobre 2000, ore 15:00 | Portogallo | 2 – 1 | Israele | Mosir |

| Zabrze 13 ottobre 2000, ore 17:30 | Polonia | 12 – 3 | Grecia | Mosir |

| Zabrze 15 ottobre 2000, ore 17:00 | Grecia | 2 – 3 | Israele | Mosir |

| Zabrze 15 ottobre 2000, ore 19:00 | Polonia | 3 – 0 | Portogallo | Mosir |

### Girone F
| Squadra              | Pti | G | V | N | P | GF | GS | DR  |
| -------------------- | --- | - | - | - | - | -- | -- | --- |
| Italia               | 6   | 2 | 2 | 0 | 0 | 12 | 3  | +9  |
| Bielorussia          | 3   | 2 | 1 | 0 | 1 | 7  | 6  | +1  |
| Bosnia ed Erzegovina | 0   | 2 | 0 | 0 | 2 | 2  | 12 | -10 |

| Caserta 28 ottobre 2000, ore 20:00 | Bielorussia | 4 – 2 | Bosnia ed Erzegovina | PalaMaggiò |

| Caserta 29 ottobre 2000, ore 18:30 | Bosnia ed Erzegovina | 0 – 8 | Italia | PalaMaggiò |

| Caserta 31 ottobre 2000, ore 20:00 | Bielorussia | 3 – 4 | Italia | PalaMaggiò |

### Girone G
| Squadra    | Pti | G | V | N | P | GF | GS | DR  |
| ---------- | --- | - | - | - | - | -- | -- | --- |
| Spagna     | 6   | 2 | 2 | 0 | 0 | 17 | 5  | +12 |
| Jugoslavia | 3   | 2 | 1 | 0 | 1 | 5  | 3  | +2  |
| Georgia    | 0   | 2 | 0 | 0 | 2 | 3  | 17 | -14 |

| Avilés 3 novembre 2000, ore 19:00 | Spagna | 14 – 3 | Georgia | Polideportivo El Quirinal |

| Avilés 4 novembre 2000, ore 17:30 | Georgia | 0 – 3 | Jugoslavia | Polideportivo El Quirinal |

| Avilés 5 novembre 2000, ore 17:30 | Spagna | 3 – 2 | Jugoslavia | Polideportivo El Quirinal |